# Unione Sportiva Lecce 1987-1988
Questa voce raccoglie le informazioni riguardanti l'Unione Sportiva Lecce nelle competizioni ufficiali della stagione 1987-1988.

## Stagione
Nella stagione 1987-1988 il Lecce del riconfermato Carlo Mazzone disputa il campionato di Serie B e ottiene 49 punti, che valgono il secondo posto alle spalle del Bologna, primo con 51 punti; il posto d'onore vale ai salentini il ritorno in Serie A, dopo la beffa subita nella precedente stagione, con l'eliminazione negli spareggi per la promozione. Il Lecce chiude il girone di andata con 21 punti in quinta posizione, poi nel girone di ritorno fa meglio di tutti, raccogliendo 28 punti. Con 12 reti l'argentino Pedro Pasculli è il miglior marcatore giallorosso. Con Lecce e Bologna salgono nella massima serie la Lazio e l'Atalanta.
Nella Coppa Italia la squadra salentina disputa l'ottavo girone di qualificazione, che si gioca prima del campionato e promuove il Pisa e la Juventus agli ottavi di finale. In questi gironi si sperimentano alcune novità, quali i 3 punti assegnati per ogni vittoria e il pareggio che porta ai tiri di rigore, che assegnano 2 punti ai vincitori e 1 punto ai vinti. Il Lecce le sperimenta nel pareggio interno (1-1) con il Pisa, seguito dalla vittoria per 4-3 ai rigori, e nel pareggio ottenuto a Catanzaro (1-1), seguito dalla vittoria per 0-3 ai rigori.

## Divise e sponsor
Lo sponsor tecnico per la stagione 1987-1988 è stato Adidas, mentre lo sponsor ufficiale Conbipel.
| Casa | Casa (2ª versione) | Trasferta | Trasferta (2ª versione) |

## Rosa

Il promettente Francesco Moriero, promosso stabilmente in prima squadra da questa stagione.

| N. |                      | Ruolo | Calciatore        |
| -- | -------------------- | ----- | ----------------- |
|    | Italia (bandiera)    | P     | Giuliano Terraneo |
|    | Italia (bandiera)    | P     | Giordano Negretti |
|    | Italia (bandiera)    | P     | Simone Braglia    |
|    | Italia (bandiera)    | P     | Filippo Latella   |
|    | Italia (bandiera)    | D     | Luigi Garzya      |
|    | Italia (bandiera)    | D     | Giuseppe Colombo  |
|    | Italia (bandiera)    | D     | Marco Baroni      |
|    | Italia (bandiera)    | D     | Roberto Miggiano  |
|    | Italia (bandiera)    | D     | Piero Luigi Conte |
|    | Italia (bandiera)    | D     | Carlo Perrone     |
|    | Italia (bandiera)    | D     | Stefano Di Chiara |
|    | Italia (bandiera)    | D     | Carmelo Parpiglia |
|    | Italia (bandiera)    | D     | Giuseppe Luceri   |
|    | Argentina (bandiera) | C     | Juan Barbas       |

| N. |                      | Ruolo | Calciatore        |
| -- | -------------------- | ----- | ----------------- |
|    | Italia (bandiera)    | C     | Walter Monaco     |
|    | Italia (bandiera)    | C     | Bruno Limido      |
|    | Italia (bandiera)    | C     | Dario Levanto     |
|    | Italia (bandiera)    | C     | Antonio Conte     |
|    | Italia (bandiera)    | C     | Francesco Moriero |
|    | Italia (bandiera)    | C     | Gianluca Petrachi |
|    | Italia (bandiera)    | C     | Giorgio Enzo      |
|    | Italia (bandiera)    | C     | Ennio Mastalli    |
|    | Italia (bandiera)    | C     | Maurizio Raise    |
|    | Italia (bandiera)    | C     | Rodolfo Vanoli    |
|    | Italia (bandiera)    | A     | Cosimo Gallone    |
|    | Italia (bandiera)    | A     | Ezio Panero       |
|    | Argentina (bandiera) | A     | Pedro Pasculli    |

## Calciomercato

### Sessione estiva
| Acquisti | Acquisti | Acquisti | Acquisti |
| R.       | Nome     | da       | Modalità |
| -------- | -------- | -------- | -------- |

| Cessioni | Cessioni         | Cessioni | Cessioni |
| R.       | Nome             | a        | Modalità |
| -------- | ---------------- | -------- | -------- |
| D        | Giuseppe Colombo | SPAL     | -        |

### Sessione autunnale
| Acquisti | Acquisti | Acquisti | Acquisti |
| R.       | Nome     | da       | Modalità |
| -------- | -------- | -------- | -------- |

| Cessioni | Cessioni          | Cessioni    | Cessioni |
| R.       | Nome              | a           | Modalità |
| -------- | ----------------- | ----------- | -------- |
| P        | Giordano Negretti | Ospitaletto | -        |
| D        | Luigi Garzya      | Reggina     | -        |
| D        | Stefano Di Chiara | Messina     | -        |

## Risultati

### Serie B

#### Girone di andata
| Arbitro: | Casarin (Milano) |

|                                    |           |  |
| Barbas 9’ Pasculli 63’ Levanto 86’ | Marcatori |  |

| Arbitro: | Pezzella (Frattamaggiore) |

|             |           |  |
| Galassi 83’ | Marcatori |  |

| Arbitro: | Dal Forno (Ivrea) |

|                         |           |              |
| Pasculli 17’ Panero 53’ | Marcatori | 62’ Cipriani |

| Arbitro: | Lombardo (Marsala) |

|              |           |            |
| Paolucci 11’ | Marcatori | 50’ Limido |

| Arbitro: | Coppetelli (Tivoli) |

|                 |           |                         |
| De Stefanis 90’ | Marcatori | 12’ Pasculli 79’ Barbas |

| Arbitro: | Baldas (Trieste) |

|            |           |             |
| Panero 89’ | Marcatori | 87’ Garlini |

| Arbitro: | Cornieti (Forlì) |

|                |           |              |
| Casagrande 56’ | Marcatori | 11’ Pasculli |

| Arbitro: | Pairetto (Torino) |

|                           |           |  |
| Vincenzi 36’ Pasculli 76’ | Marcatori |  |

| Modena 8 novembre 1987 9ª giornata | Modena             | 0 – 0 referto | Lecce | Stadio Alberto Braglia\| Arbitro: \| Lombardo (Marsala) \| |
| Arbitro:                           | Lombardo (Marsala) |               |       |                                                            |

| Lecce 15 novembre 1987 10ª giornata | Lecce              | 0 – 0 referto | Brescia | Stadio Via del Mare\| Arbitro: \| Acri (Novi Ligure) \| |
| Arbitro:                            | Acri (Novi Ligure) |               |         |                                                         |

| Arbitro: | Lo Bello (Siracusa) |

|                                              |           |              |
| Tessariol 10’ Madonna 26’ (rig.) Venturi 45’ | Marcatori | 18’ Vincenzi |

| Arbitro: | Di Cola (Avezzano) |

|                     |           |  |
| Pasculli 36’ (rig.) | Marcatori |  |

| Arbitro: | Amendolia (Messina) |

|                           |           |  |
| Bivi 8’ Baroni 90’ (aut.) | Marcatori |  |

| Arbitro: | Satariano (Palermo) |

|            |           |  |
| Barbas 26’ | Marcatori |  |

| Arbitro: | Cornieti (Forlì) |

|                             |           |  |
| De Trizio 48’ Maiellaro 67’ | Marcatori |  |

| Lecce 3 gennaio 1988 16ª giornata | Lecce               | 0 – 0 referto | Cremonese | Stadio Via del Mare\| Arbitro: \| Coppetelli (Tivoli) \| |
| Arbitro:                          | Coppetelli (Tivoli) |               |           |                                                          |

| Catanzaro 10 gennaio 1988 17ª giornata | Catanzaro       | 0 – 0 referto | Lecce | Stadio Nicola Ceravolo\| Arbitro: \| Nicchi (Arezzo) \| |
| Arbitro:                               | Nicchi (Arezzo) |               |       |                                                         |

| Arbitro: | Gava (Conegliano Veneto) |

|                        |           |          |
| Moriero 56’ Panero 84’ | Marcatori | 72’ Doni |

| Arbitro: | Luci (Firenze) |

|                    |           |  |
| Zannoni 52’ (rig.) | Marcatori |  |

#### Girone di ritorno
| Arbitro: | Agnolin (Bassano del Grappa) |

|  |           |             |
|  | Marcatori | 59’ Moriero |

| Lecce 14 febbraio 1988 21ª giornata | Lecce             | 0 – 0 referto | Sambenedettese | Stadio Via del Mare\| Arbitro: \| Dal Forno (Ivrea) \| |
| Arbitro:                            | Dal Forno (Ivrea) |               |                |                                                        |

| Arbitro: | Lombardo (Marsala) |

|                                           |           |                                |
| Scarnecchia 30’ Cipriani 41’ Solfrini 78’ | Marcatori | 23’ (rig.) Pasculli 66’ Baroni |

| Arbitro: | Frigerio (Milano) |

|                   |           |                  |
| Pasculli 46’, 85’ | Marcatori | 49’, 67’ Roselli |

| Arbitro: | Di Cola (Avezzano) |

|                                                  |           |  |
| Barbas 48’ Pasculli 66’ (rig.) Minoia 83’ (aut.) | Marcatori |  |

| Bergamo 20 marzo 1988 25ª giornata | Atalanta       | 0 – 0 referto | Lecce | Gewiss Stadium\| Arbitro: \| Luci (Firenze) \| |
| Arbitro:                           | Luci (Firenze) |               |       |                                                |

| Arbitro: | Da Forno (Ivrea) |

|            |           |  |
| Barbas 66’ | Marcatori |  |

| Roma 2 aprile 1988 27ª giornata | Lazio            | 0 – 0 referto | Lecce | Stadio Olimpico\| Arbitro: \| D'Elia (Salerno) \| |
| Arbitro:                        | D'Elia (Salerno) |               |       |                                                   |

| Arbitro: | Coppetelli (Tivoli) |

|            |           |  |
| Panero 62’ | Marcatori |  |

| Brescia 17 aprile 1988 29ª giornata | Brescia         | 0 – 0 referto | Lecce | Stadio Mario Rigamonti\| Arbitro: \| Nicchi (Arezzo) \| |
| Arbitro:                            | Nicchi (Arezzo) |               |       |                                                         |

| Arbitro: | Pucci (Firenze) |

|                        |           |  |
| Raise 11’ Vincenzi 56’ | Marcatori |  |

| Genova 1º maggio 1988 31ª giornata | Genoa             | 0 – 0 referto | Lecce | Stadio Luigi Ferraris\| Arbitro: \| Pairetto (Torino) \| |
| Arbitro:                           | Pairetto (Torino) |               |       |                                                          |

| Arbitro: | Amendolia (Messina) |

|                                     |           |             |
| Vanoli 63’ Barbas 70’ Parpiglia 72’ | Marcatori | 74’ Cinello |

| Arbitro: | Cornieti (Forlì) |

|                                     |           |                       |
| D. Fontolan 18’ Vagheggi 58’ (rig.) | Marcatori | 64’ Baroni 66’ Vanoli |

| Arbitro: | Pairetto (Torino) |

|            |           |  |
| Barbas 23’ | Marcatori |  |

| Arbitro: | Pezzella (Frattamaggiore) |

|  |           |             |
|  | Marcatori | 19’ Moriero |

| Arbitro: | Lanese (Messina) |

|                          |           |  |
| Pasculli 4’ Vincenzi 66’ | Marcatori |  |

| Arbitro: | Baldas (Trieste) |

|          |           |             |
| Doni 61’ | Marcatori | 79’ Levanto |

| Arbitro: | Bruni (Arezzo) |

|                                    |           |                           |
| Baroni 57’ Pasculli 72’ Panero 77’ | Marcatori | 65’ Di Nicola 79’ Gambaro |

### Coppa Italia

#### Fase a gironi
| Arbitro: | Lombardo (Marsala) |

|  |           |                                    |
|  | Marcatori | 23’ Mauro 37’ Brio 66’ De Agostini |

| Arbitro: | Fiorenza (Siena) |

|                       |           |  |
| Barbas 52’ Garzya 72’ | Marcatori |  |

| Arbitro: | Bergamo (Livorno) |

|             |           |  |
| Monelli 44’ | Marcatori |  |

| Arbitro: | Lanese (Messina) |

|                           |                      |                                      |
| Panero 43’                | Marcatori            | 46’ Piovanelli                       |
| Panero Barbas Enzo Monaco | Tiri di rigore 4 – 3 | Bernazzani Cuoghi Gori Dunga Cecconi |

| Arbitro: | Cornieti (Forlì) |

|                              |                      |                              |
| Chiarella 41’ (rig.)         | Marcatori            | 9’ Barbas                    |
| Chiarella Iacobelli Cascione | Tiri di rigore 0 – 3 | Pasculli Barbas Enzo Perrone |

## Statistiche

### Statistiche di squadra
| Competizione | Punti | In casa | In casa | In casa | In casa | In casa | In casa | In trasferta | In trasferta | In trasferta | In trasferta | In trasferta | In trasferta | Totale | Totale | Totale | Totale | Totale | Totale | DR  |
| Competizione | Punti | G       | V       | N       | P       | Gf      | Gs      | G            | V            | N            | P            | Gf           | Gs           | G      | V      | N      | P      | Gf     | Gs     | DR  |
| ------------ | ----- | ------- | ------- | ------- | ------- | ------- | ------- | ------------ | ------------ | ------------ | ------------ | ------------ | ------------ | ------ | ------ | ------ | ------ | ------ | ------ | --- |
| Serie B      | 49    | 19      | 14      | 5       | 0       | 30      | 8       | 19           | 3            | 10           | 6            | 12           | 18           | 38     | 17     | 15     | 6      | 42     | 26     | +16 |
| Coppa Italia | 7     | 3       | 1       | 1       | 1       | 3       | 4       | 2            | 0            | 1            | 1            | 1            | 2            | 5      | 1      | 2      | 2      | 4      | 6      | -2  |
| Totale       |       | 22      | 15      | 6       | 1       | 33      | 12      | 21           | 3            | 11           | 7            | 13           | 20           | 43     | 18     | 17     | 8      | 46     | 32     | +14 |

### Statistiche dei giocatori
Sono in corsivo i calciatori che hanno lasciato la società a stagione in corso.
| Giocatore    | Serie B  | Serie B | Serie B     | Serie B    | Coppa Italia | Coppa Italia | Coppa Italia | Coppa Italia | Totale   | Totale | Totale      | Totale     |
| Giocatore    | Presenze | Reti    | Ammonizioni | Espulsioni | Presenze     | Reti         | Ammonizioni  | Espulsioni   | Presenze | Reti   | Ammonizioni | Espulsioni |
| ------------ | -------- | ------- | ----------- | ---------- | ------------ | ------------ | ------------ | ------------ | -------- | ------ | ----------- | ---------- |
| J. Barbas    | 30       | 7       | ?           | ?          | ?            | ?            | ?            | ?            | 30+      | 7+     | ?           | ?          |
| M. Baroni    | 35       | 3       | ?           | ?          | ?            | ?            | ?            | ?            | 35+      | 3+     | ?           | ?          |
| S. Braglia   | 15       | -13     | ?           | ?          | ?            | ?            | ?            | ?            | 15+      | -13+   | ?           | ?          |
| S. Ciullo    | 3        | 0       | ?           | ?          | ?            | ?            | ?            | ?            | 3+       | 0+     | ?           | ?          |
| A. Conte     | 3        | 0       | ?           | ?          | ?            | ?            | ?            | ?            | 3+       | 0+     | ?           | ?          |
| G. Enzo      | 33       | 0       | ?           | ?          | ?            | ?            | ?            | ?            | 33+      | 0+     | ?           | ?          |
| L. Garzya    | 2        | 0       | ?           | ?          | ?            | ?            | ?            | ?            | 2+       | 0+     | ?           | ?          |
| D. Levanto   | 28       | 2       | ?           | ?          | ?            | ?            | ?            | ?            | 28+      | 2+     | ?           | ?          |
| B. Limido    | 32       | 1       | ?           | ?          | ?            | ?            | ?            | ?            | 32+      | 1+     | ?           | ?          |
| E. Mastalli  | 5        | 0       | ?           | ?          | ?            | ?            | ?            | ?            | 5+       | 0+     | ?           | ?          |
| R. Miggiano  | 14       | 0       | ?           | ?          | ?            | ?            | ?            | ?            | 14+      | 0+     | ?           | ?          |
| W. Monaco    | 3        | 0       | ?           | ?          | ?            | ?            | ?            | ?            | 3+       | 0+     | ?           | ?          |
| F. Moriero   | 35       | 3       | ?           | ?          | ?            | ?            | ?            | ?            | 35+      | 3+     | ?           | ?          |
| E. Panero    | 28       | 5       | ?           | ?          | ?            | ?            | ?            | ?            | 28+      | 5+     | ?           | ?          |
| C. Parpiglia | 33       | 1       | ?           | ?          | ?            | ?            | ?            | ?            | 33+      | 1+     | ?           | ?          |
| P. Pasculli  | 36       | 12      | ?           | ?          | ?            | ?            | ?            | ?            | 36+      | 12+    | ?           | ?          |
| C. Perrone   | 37       | 0       | ?           | ?          | ?            | ?            | ?            | ?            | 37+      | 0+     | ?           | ?          |
| G. Petrachi  | 5        | 0       | ?           | ?          | ?            | ?            | ?            | ?            | 5+       | 0+     | ?           | ?          |
| M. Raise     | 25       | 1       | ?           | ?          | ?            | ?            | ?            | ?            | 25+      | 1+     | ?           | ?          |
| G. Terraneo  | 23       | -13     | ?           | ?          | ?            | ?            | ?            | ?            | 23+      | -13+   | ?           | ?          |
| R. Vanoli    | 33       | 2       | ?           | ?          | ?            | ?            | ?            | ?            | 33+      | 2+     | ?           | ?          |
| F. Vincenzi  | 32       | 4       | ?           | ?          | ?            | ?            | ?            | ?            | 32+      | 4+     | ?           | ?          |